# 1º Corpo della Guardia Nazionale "Azov"
Il 1º Corpo della Guardia Nazionale "Azov" (in ucraino 1-й корпус Національної Гвардії «Азов»?, 1-j korpus Nacional'noï Hvardiï «Azov», unità militare 4110) è un corpo d'armata della Guardia Nazionale dell'Ucraina.

## Storia
Il 15 aprile 2025 è stato reso noto che, in seguito alla riforma delle Forze armate ucraine che ha portato alla creazione dei comandi intermedi di corpo d'armata, la Guardia nazionale ucraina ha costituito due corpi. Sulla base della 12ª Brigata operazioni speciali "Azov" è stato costituito il 1º Corpo d'armata "Azov" della Guardia Nazionale, il quale comprende la 12ª Brigata stessa, la Brigata "Burevyj", la Brigata "Červona Kalyna", la Brigata "Kara-Dag" e la Brigata "Ljubart", appena costituita a partire dall'omonimo 5º Battaglione. Il comandante della 12ª Brigata, colonnello Denys Prokopenko, è stato nominato al comando del nuovo corpo d'armata.
Nell'agosto 2025 le unità del corpo sono state schierate nel settore di Pokrovs'k per contrastare l'avanzata russa sulla città. In particolare elementi del corpo d'armata sono stati impiegati, insieme all'82ª Brigata d'assalto aereo e alla 93ª Brigata meccanizzata, per fermare la penetrazione effettuata dalla 132ª Brigata fucilieri motorizzata ed altre unità russe a est di Dobropillja, riuscendo a circondare e distruggere alcuni gruppi di ricognizione e sabotaggio presso il villaggio di Kučeriv Jar.

## Struttura
- Comando di corpo d'armata[5]
- 1ª Brigata operativa presidenziale "Atamano Petro Dorošenko"
- 12ª Brigata operazioni speciali "Azov"
- 14ª Brigata operativa "Ivan Bohun"
- 15ª Brigata operativa "Eroe dell'Ucraina tenente Bohdan Zavada"
- 20ª Brigata operativa "Ljubart"

## Comandanti
- Colonnello Denys Prokopenko (maggio 2025 - in carica)[6]